# دانشگاه گرینلند
دانشگاه گرینلند (به گرینلندی: Ilisimatusarfik، به دانمارکی: Grønlands Universitet) دانشگاهی در شهر نوک، پایتخت گرینلند است. این دانشگاه، تنها دانشگاه گرینلند به‌شمار می‌رود. بیشتر درس‌ها در این دانشگاه به زبان دانمارکی و چندین درس نیز به گرینلندی است؛ استادهای مهمان نیز معمولاً به زبان انگلیسی تدریس می‌کنند.
در سال ۲۰۱۸ این دانشگاه دارای ۲۰۵ دانشجو و ۱۴ عضو هیئت علمی بود که اکثراً از ساکنان گرینلند بودند. این جمعیت کم، بیشتر به خاطر این است که دانشجویان گرینلند معمولاً دانشگاه‌های دانمارک را برای تحصیل انتخاب می‌کنند. این دانشگاه ارائه‌دهنده مدرک کارشناسی در همهٔ رشته‌های موجود در دانشگاه و کارشناسی ارشد در همه به جز الهیات است. برنامه‌هایی نیز برای آموزش در مقطع دکتری وجود دارد.

## مؤسسات
این دانشگاه دارای ۴ مؤسسه به شرح زیر است:
- مؤسسهٔ آموزش
- مؤسسهٔ پرستاری و علم بهداشت
- مؤسسهٔ علوم اجتماعی، اقتصاد و روزنامه‌نگاری
- مؤسسهٔ فرهنگ، زبان و تاریخ

## کتابخانه
کتابخانه دانشگاه دارای حدود ۳۰٬۰۰۰ کتاب است.